# Groszek szerokolistny

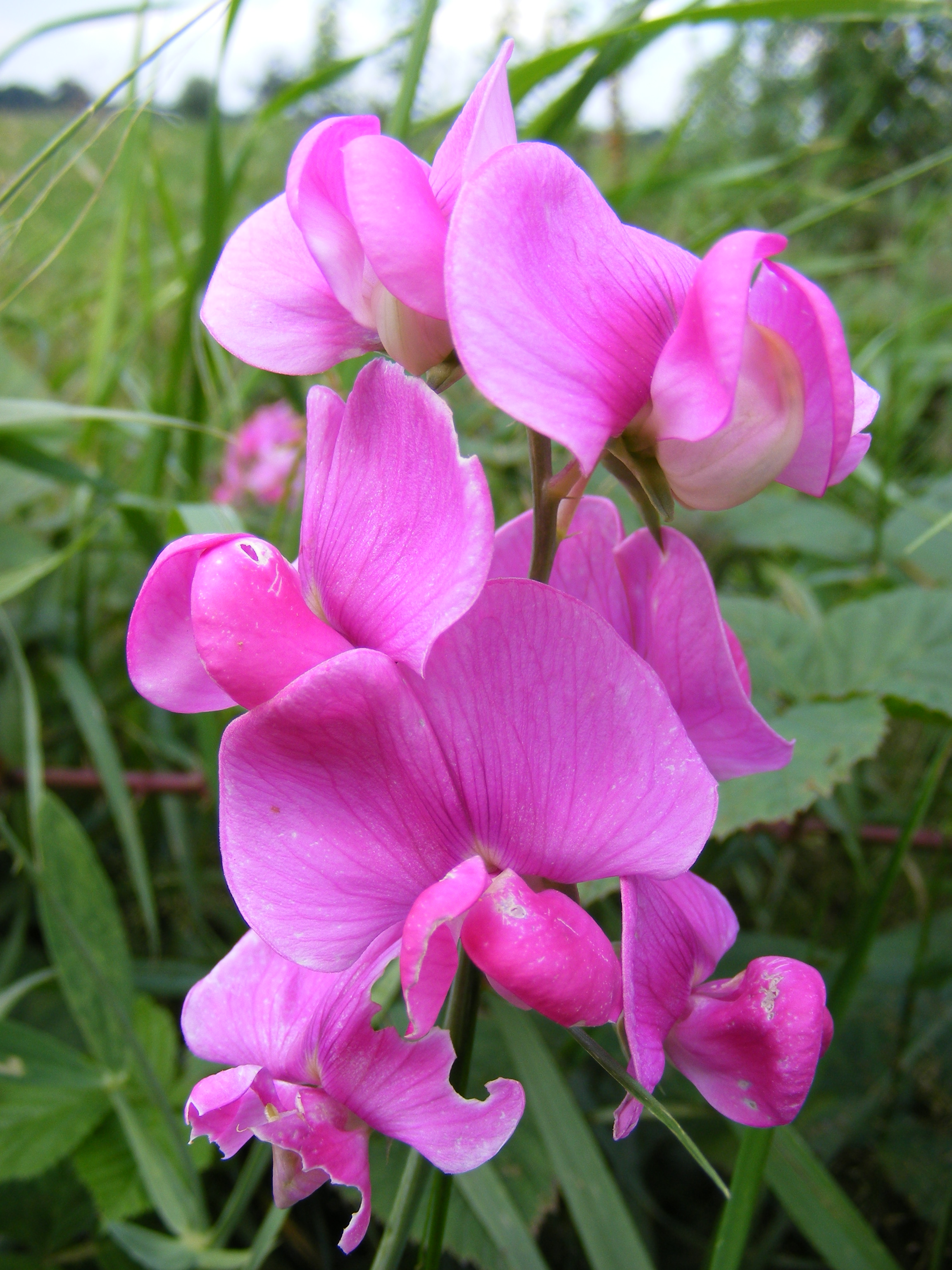
Kwiaty

Groszek szerokolistny (Lathyrus latifolius L.) – gatunek rośliny zielnej z rodziny bobowatych (motylkowatych). Pochodzi ze środkowej, wschodniej i południowej Europy oraz Afryki Północnej, jest uprawiany w wielu innych rejonach świata. W Polsce występuje bardzo rzadko, opisano tylko kilka jego stanowisk w Niecce Nidziańskiej. Spotykany jest czasami poza tym obszarem, ale tylko jako zdziczały, na stanowiskach synantropijnych.

## Morfologia
ŁodygaPnąca się lub płożąca, o długości do 2 m, szeroko oskrzydlona szorstkimi na bokach skrzydełkami o szerokości 2-6 mm.
LiścieWszystkie z jedną parą listków i przylistkami o szerokości łodygi, lub co najwyżej dwukrotnie węższymi. Listki są eliptyczne lub szerokoeliptyczne, mają zaokrąglone wierzchołki z małym koniuszkiem i 5 wyraźnych podłużnych nerwów. Ogonki liściowe są oskrzydlone równie szeroko jak łodyga. Liście zakończone są mocnymi, rozgałęzionymi wąsami czepnymi.
KwiatyZebrane w (3)6-20(25)-kwiatowe wzniesione grono na sztywnej szypule, dużo dłuższej od liści, z kąta których wyrasta. Kwiaty motylkowe, duże, bezwonne, o długości 2-2,5 cm, wyrastające na szypułkach o długości 5-9 mm. Są różowe, mają brunatnoczerwony na grzbiecie i szeroko otwarty żagielek i zielonawą łódeczkę. Kielich o ząbkach szerokolancetowatych, w górnej połowie zwężających się i zaostrzonych.
OwocStrąk z kulistymi nasionami ze znaczkiem otaczającym 1/3 ich obwodu.

## Biologia ekologia
- Bylina, hemikryptofit. Kwitnie od czerwca do sierpnia, jest owadopylna. Nadziemne pędy na ogół przemarzają podczas zimy, ale roślina na wiosnę odtwarza nowe pędy z dużego i głębokiego korzenia[5]
- Siedlisko: murawy kserotermiczne, słoneczne zarośla, pola uprawne (szczególnie uprawy lucerny i zboża) oraz siedliska ruderalne. Roślina światłolubna, rośnie w miejscach suchych i ciepłych. Hemikryptofit. Jej populacja w okolicach Pińczowa liczyła w 2000 dwa skupienia po kilkanaście osobników w każdym.
- Liczba chromosomów 2n=14[6].

## Zagrożenia i ochrona
Roślina objęta w Polsce ścisłą ochroną gatunkową. Głównym dla niej zagrożeniem jest zarastanie drzewami i krzewami, lub zaorywanie muraw, w których występuje. Gatunek umieszczony w Polskiej Czerwonej Księdze Roślin (2001) jako narażony na wymarcie (kategoria zagrożenia EN). W wydaniu z 2014 roku otrzymał kategorię CR (krytycznie zagrożony). Tę samą kategorię posiada na polskiej czerwonej liście.

## Zastosowanie i uprawa
- Zastosowanie. Ze względu na swoje ładne kwiaty jest uprawiany jako roślina ozdobna. Uprawiany jest na rabatach i na kwiat cięty, na altanach, balkonach, pergolach. Idealnie nadaje się na osłonę dobrze oświetlonych ścian i ogrodzeń.
- Uprawa. Wymaga słonecznego stanowiska i żyznej gleby. Uprawia się go z nasion, które wysiewa się późną jesienią lub wczesną wiosną wprost do gruntu. Odmiany wysokie pnące, wymagają podpór. W okresie tworzenia się pąków kwiatowych i kwitnienia wskazane jest podlewanie i nawożenie.